# Дворецкий Боб
«Дворе́цкий Боб» (англ. Bob the Butler) — комедия 2005 года режиссёра Гари Синьора с Томом Грином и Брук Шилдс в главных ролях.

## Сюжет
Боб Три (Том Грин) – неудачник по жизни, его единственный настоящий друг – хомячок, с которым он с удовольствием общается и советуется. Неприятности повсюду преследуют Боба, и всё, за что бы он ни брался, заканчивается плачевно. Он устроил пожар в ресторанчике, где работал официантом, покалечив при этом отца управляющей заведением, после чего был с треском уволен. При этом Боб – совершенно беззлобный человек, любящий детей, немного наивный и видящий в остальных людях только хорошее. Он методично пробует все профессии, попадающиеся ему в справочнике в алфавитном порядке, и однажды находит в газете объявление о наборе в школу дворецких. Боб понимает, что дворецким он ещё не был и что буква «Д» – следующая в его списке, и решает попробовать новую профессию. Его принимают на курсы, но при этом преподаватель отмечает, что Боб кажется ему немного «чудаковатым». Через некоторое время на визитку Боба натыкается богатая и одинокая мать двоих детей Энн Джамисон (Брук Шилдс), помешанная на чистоте и порядке. Это настоящая бизнес-леди, безуспешно пытающаяся совместить собственный бизнес, найти спутника жизни и позаботиться о непоседливых подростках. Она приглашает Боба посидеть с детьми, а сама уезжает на романтическое свидание с французом Жаком (Роб Ля Белль / Rob La Belle). Бобу удаётся найти общий язык с подопечными, и Энн, вернувшись домой, находит детей мирно спящими в своих комнатах.
Занятия в школе дворецких продолжаются. По настоянию преподавателя Боб делает аккуратную причёску, шьёт костюм с иголочки и устраивается на постоянную работу с проживанием к Энн Джамисон, которая ему понравилась ещё во время предыдущего недолгого визита. Но его работа начинается с очередной неудачи – за торжественным ужином он из-за своей неловкости устраивает взрыв запеченного по-гавайски поросенка, испортив свиной "шрапнелью" аккуратную столовую. Бобу приходится тяжело с дочерью Энн, которая никак не хочет принимать его в свой дом и строит ему различные козни. Но через некоторое время дети привыкают к новому дворецкому, и они становятся лучшими друзьями. В это время выясняется, что новый приятель Энн совсем не разделяет её взглядов на жизнь, а главное – её любовь к детям, и они расстаются.
Дочь Энн, Тесс, задержана из-за кражи одежды в магазине, которую она совершила по просьбе подружек. Боб приезжает в полицейский участок, чтобы забрать Тесс и отвозит её домой, скрыв всю историю от матери. Увидев, что дочь поздно вернулась домой и к тому же приехала на разваленном мотоцикле Боба, Энн впадает в ярость и увольняет его. Боб вынужден уехать из дома, где ему так нравилось. Но на этом дружба дворецкого и детей не заканчивается. Боб помогает своим бывшим подопечным найти своё призвание в жизни. Он обучает Тесс основам шитья, и та под его руководством создаёт свою первую коллекцию одежды.
Энн благодарна Бобу за заботу о детях. Она приходит к нему в гости и приглашает его на концерт классической музыки. После концерта Энн просит Боба вернуться к ней дворецким, но он сообщает, что на следующее утро уезжает в круиз. Дети не хотят мириться с этим и заставляют мать задержать Боба. Но уже поздно – лайнер уже в море, и Энн ничего не остаётся, как отправиться домой, предварительно заехав на автомойку. К своему удивлению, она обнаруживает, что Боб никуда не уехал, а устроился мойщиком машин. Боб и Энн снова вместе, и у детей появляется новый папа, которому они очень рады.

## В ролях
| Актёр           | Роль                    |
| --------------- | ----------------------- |
| Том Грин        | Боб Три                 |
| Брук Шилдс      | Энн Джеймисон           |
| Женевьев Бюхнер | Тесс Джеймисон дочь Энн |
| Бенджамин Смит  | Бэйтс Джеймисон сын Энн |
| Роб Лабелль     | Жак парень Энн          |
| Валери Тиан     | Софи                    |
| Саймон Кэллоу   | мистер Батлер           |
| Ирис Грэм       | Мама Клара              |